# Amerika (Rammstein)
"Amerika" je drugi singl njemačkog industrial metal-sastava Rammstein s njihovog četvrtog studijskog albuma Reise, Reise, objavljen 6. rujna 2004.

## O pjesmi
Pjesmu je pjevana na njemačkom, a refren na engleskom. Govori o svjetskoj dominaciji kulture SAD-a. Članovi sastava je smatraju satiričkim komentarom na "kokakolonizaciju". Zbog zadnjih stihova neki smatraju da kritizira američku politiku intervencionizma.
(na njemačkom)

Znam pokrete koji su jako korisni

I zaštitit ću te od krivih pokreta

I tkogod na kraju ne želi plesati 

Još ne zna da mora
(na engleskom)

Ne govorim svojim materinjim jezikom

Ovo nije ljubavna pjesma

## Videospot
U spotu, članovi sastava su obučeni u svemirska odjela, te sviraju na Mjesecu, dok su u drugim scenama prikazani ljudi iz drugih kultura kako se ponašaju kao tipični Amerikanci, primjerice jedu iz fast fooda. Na kraju spota se vidi da su snimke s Mjeseca zapravo snimane u filmskom studiju, čime aludiraju da je Armstrongovo spuštanje na Mjesec zapravo bilo iscenirano.